# Libéria világörökségi helyszínei
Libéria területéről eddig egy helyszín sem került fel a világörökségi listára, három helyszín a javaslati listán várakozik felvételre. 
| Megnevezés | Kép | Típus      | Kritérium | Év   | Link |
| --- | --- | ---------- | --------- | ---- | ---- |
| Gola Esőerdő Nemzeti Park                                                                                         |     | Természeti | IX, X     | 2023 |      |
| Nimba-hegy Természeti Rezervátum helyszín kiterjesztése, eddig Elefántcsontpart és Guinea világörökségi helyszíne |     | Természeti | IX, X     | 2017 |      |
| Providence-sziget                                                                                                 |     | Kulturális | IV, VI    | 2017 |      |